# Saint-Germain-du-Pert
Saint-Germain-du-Pert – miejscowość i gmina we Francji, w regionie Normandia, w departamencie Calvados.
Według danych na rok 1990 gminę zamieszkiwało 147 osób, a gęstość zaludnienia wynosiła 24 osoby/km² (wśród 1815 gmin Dolnej Normandii Saint-Germain-du-Pert plasuje się na 739. miejscu pod względem liczby ludności, natomiast pod względem powierzchni na miejscu 790.).